# David Geffen Hall
O Avery Fisher Hall, localizado na cidade de Nova Iorque, é um edifício situado no complexo do Lincoln Center. Com cerca de 2 740 assentos, o prédio é a atual sede da Orquestra Filarmônica de Nova Iorque.
É utilizado atualmente para a realização de diversos eventos, sejam eles musicais ou não. Além de concertos da Filarmônica de Nova Iorque, nele ocorrem casamentos e cerimônias de graduação das mais diversas instituições, por exemplo.

## História
O Avery Fisher Hall foi construído em 1962 originalmente com o nome de Philharmonic Hall. A mudança de nome ocorreu quando Avery Fisher, membro da direção da Filarmônica de Nova Iorque, doou cerca de 10.5 milhões de dólares para a orquestra em 1973.

O projeto arquitetônico do edifício é de Max Abramovitz.

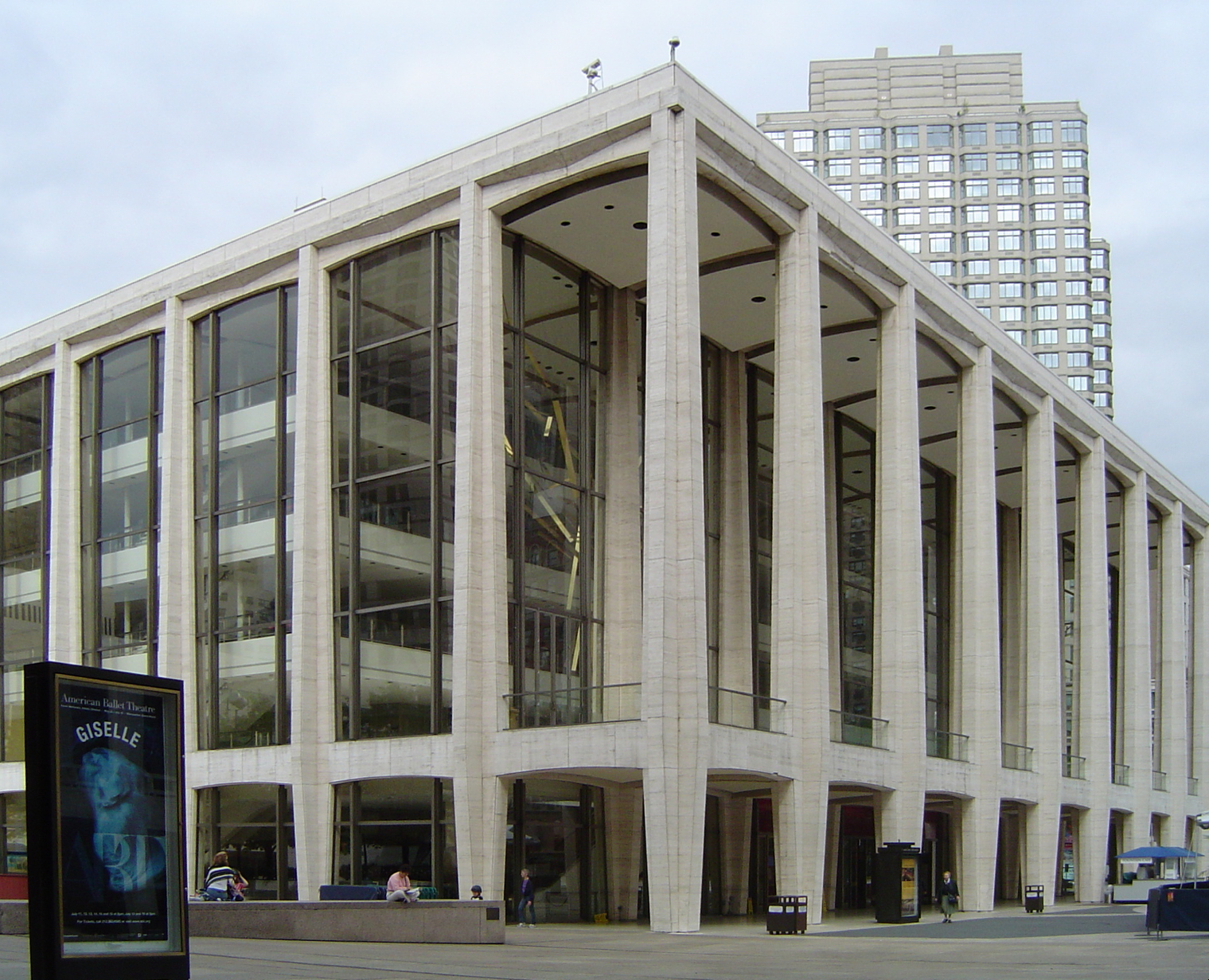
O Avery Fisher Hall, localizado no Lincoln Center.

## Acústica
O projeto acústico da sala de concertos do Avery Fisher Hall foi incumbido à BBN Technologies (Bolt, Beranek & Newman). Baseados na sua experiência em projetar novas salas e analisar outras já existentes, os peritos da BBN recomendaram que o hall fosse projetado no formato de uma caixa de sapatos (similar ao do Boston Symphony Hall), com capacidade para 2400 pessoas. O Lincoln Center inicialmente aceitou a recomendação e a BBN forneceu uma série de indicações e especificações para o projeto. No entanto, o jornal New York Herald Tribune iniciou uma campanha para que o número de assentos da nova sala fosse maior. As críticas foram aceitas e o hall foi redesenhado, o que acabou por descaracterizar boa parte do projeto acústico da BBN. Os técnicos da companhia alertaram o Lincoln Center de que o som produzido poderia ser diferente do desejado, embora eles tenham preferido não profetizar que tipo de efeitos as mudanças poderiam proporcionar.
No dia 23 de setembro de 1962 o hall foi aberto para uma série de vistorias. Muitos repórteres criticaram o projeto, enquanto que apenas dois maestros elogiaram sua acústica. Foram realizadas muitas tentativas para melhorar os problemas acústicos do hall, com pouco sucesso, o que levou ao desenvolvimento de um projeto significativo de renovação, planejado pelo perito em acústica Cyril Harris. Essas renovações contribuíram para melhorar a qualidade do som, mas o Avery Fisher Hall continua tendo sua acústica como alvo de críticas até os dias atuais.